# Sembberget
Sembberget är en kulle i Antarktis. Den ligger i Östantarktis. Norge gör anspråk på området. Toppen på Sembberget är 2 601 meter över havet, eller 65 meter över den omgivande terrängen. Bredden vid basen är 4,8 km.
Terrängen runt Sembberget är platt åt sydost, men åt nordväst är den kuperad. Trakten är obefolkad. Det finns inga samhällen i närheten.